# Polystachya rhodochila
Polystachya rhodochila är en orkidéart som beskrevs av Rudolf Schlechter. Polystachya rhodochila ingår i släktet Polystachya och familjen orkidéer. Inga underarter finns listade i Catalogue of Life.